# Lakewood Church

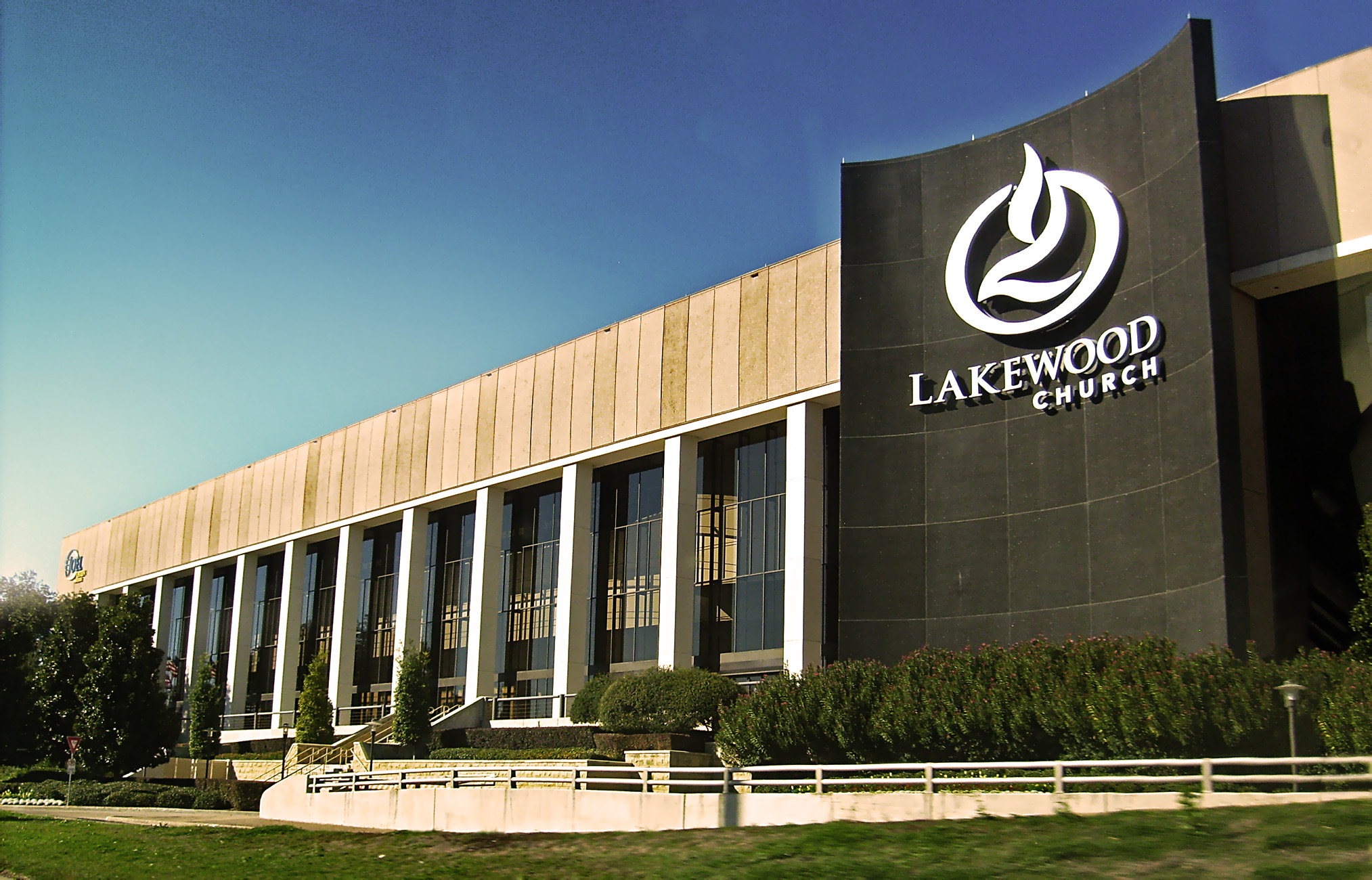
Kościół Lakewood.

Lakewood Church – niezależny megakościół chrześcijański, w Houston, w Teksasie, o charakterze ewangelikalnym i charyzmatycznym. Należy do największych kościołów w Stanach Zjednoczonych, którego frekwencja w tygodniu wynosi 45 tys. osób. 
Został założony przez zielonoświątkowego pastora Johna Osteena w 1959 roku. Kościół od początku był otwarty dla ludzi różnych wyznań, wszystkich ras i środowisk społecznych. W 1979 roku kościół został rozbudowany i mógł pomieścić 5 tys. wiernych. Budowa nowego budynku w 1987 r. umożliwiła zgromadzenie się dla ponad 8 tys. osób. W 2010 Kościół sfinalizował zakup nieruchomości wzdłuż Southwest Freeway za kwotę 7,5 miliona dolarów. Obecny budynek jest w stanie jednorazowo pomieścić 16 tys. osób. W 2016 roku został sklasyfikowany jako największy megakościół w Ameryce, z tygodniową frekwencją 52 tys. osób.
Od 1999 r. pastorem kościoła jest syn Johna – Joel Osteen, znany z głoszenia ewangelii dobrobytu i pozytywnego myślenia. W 2024 r. pastor ogłosił spłacenie 100 milionów dolarów pożyczki dla Bank of America, którą spłacał przez prawie 20 lat. Większość pożyczki została zaciągnięta na kupno i renowację areny koszykarskiej, oraz przekształcenie jej w obiekt kościelny.   
Kościół Lakewood wierzy, że cała Biblia jest natchniona przez Boga i opiera swoje nauki na tym przekonaniu. Wyznaje również wiarę w Trójcę, jak również głosi śmierć Chrystusa na krzyżu i zmartwychwstanie.
Transmisje telewizyjne i platformy cyfrowe Kościoła docierają do międzynarodowej publiczności liczącej 200 milionów ludzi, w ponad 100 krajach.

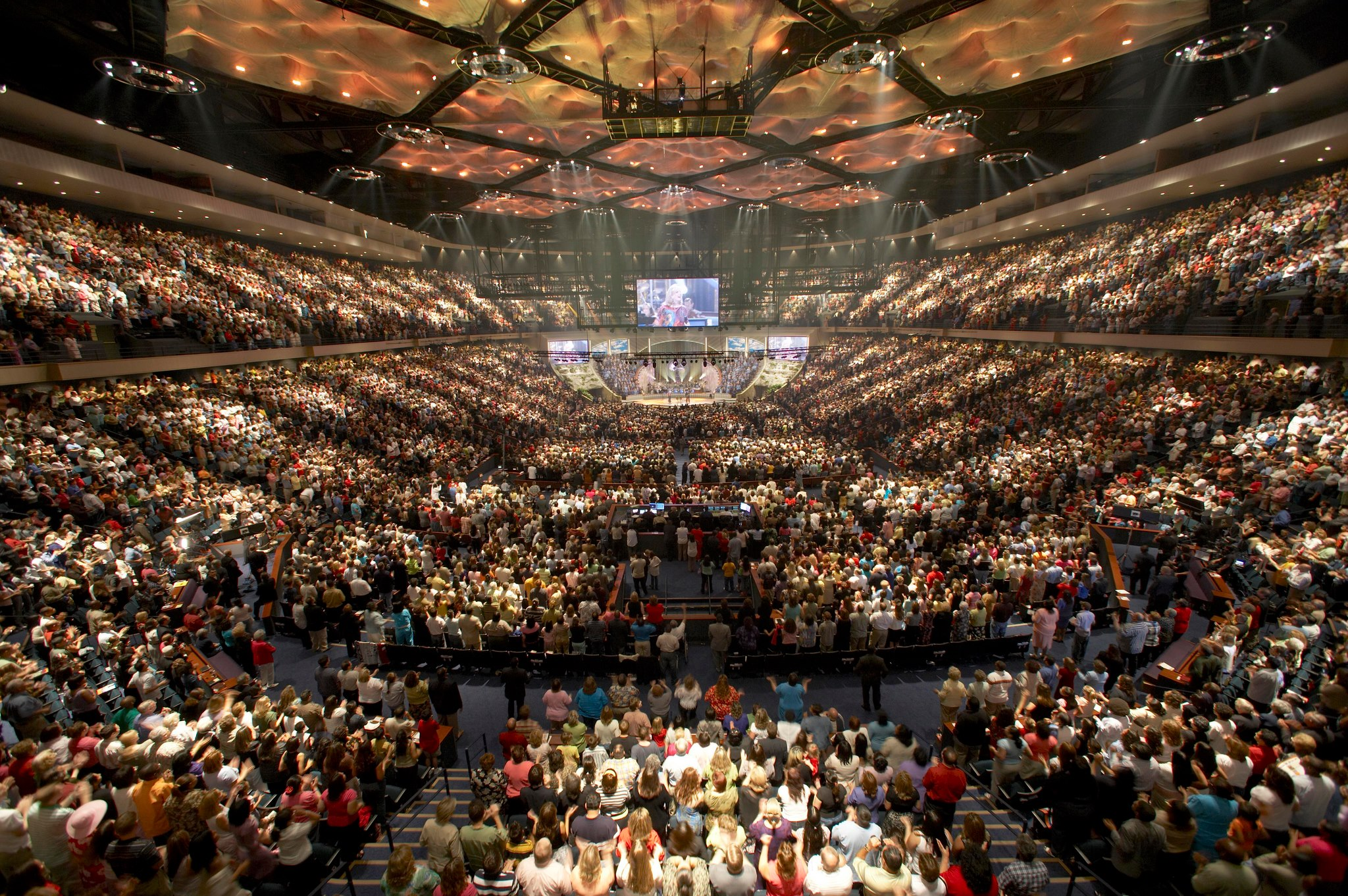
Wnętrze kościoła podczas uwielbienia.